# Distretto di Chicualacuala
Il distretto di Chicualacuala è un distretto del Mozambico, facente parte della Provincia di Gaza.

## Suddivisioni amministrative
Il distretto è suddiviso in tre sottodistretti amministrativi (posti amministrativi):
- Chicualacuala
- Mapai
- Pafuri